# 수퍼타사 데 앙골라
수퍼타사 데 앙골라(Supertaça de Angola)는 지라볼라의 우스팀과 타사 데 앙골라의 우승팀 사이에서 열리는 앙골라 축구의 단일 축구 대회이다. 같은 팀이 리그와 컵에서 모두 우승할 경우 리그 우승팀과 컵 대회 준우승팀 간의 경기가 진행된다.
해당 컵 경기는 앙골라 축구 새 시즌의 시작을 알리는 대회이며 컵 경기 이후 앙골라의 축구 리그와 컵대회가 시작된다.

## 같이 보기
- 타사 데 앙골라
- 지라볼라